# Ipomoea purga
Ipomoea purga o Convolvulus purga és una espècie de planta medicinal d'ús tradicional a Amèrica que pertany al complex de les arrels junt amb Ipomoea jalapa i Ipomoea orizabensis, (com el seu nom indica (l'arrel) actua com a purgant o laxant segons sigui la dosi). S'extreu de la planta una droga d'efectes purgants, la "jalapa". Els noms indígenes mexicans inclouen: Tolompatl, tlanoquiloni i camotic en nàhuatl; suyu en idioma totonaca És una liana llarga, la seva arrel és un rizoma de color cafè. Les fulles tenen forma ovada o de cor. Les flors tenen forma d'embut i són de color vermell-porpra o rosa-porpra. Viu a Mèxic en llocs de clima temperat entre els 1200 i 3200 m. Es també cultivada en diversos països càlids.